# Julie Andrews
Julie Andrews (n. 1 octombrie 1935, Walton-on-Thames, Anglia, Regatul Unit) este o cântăreață, autoare și actriță britanică de film, câștigătoare a premiului Oscar pentru rolul din filmul muzical Mary Poppins, precum și a prestigioaselor premii BAFTA, Emmy și Grammy.

## Biografie

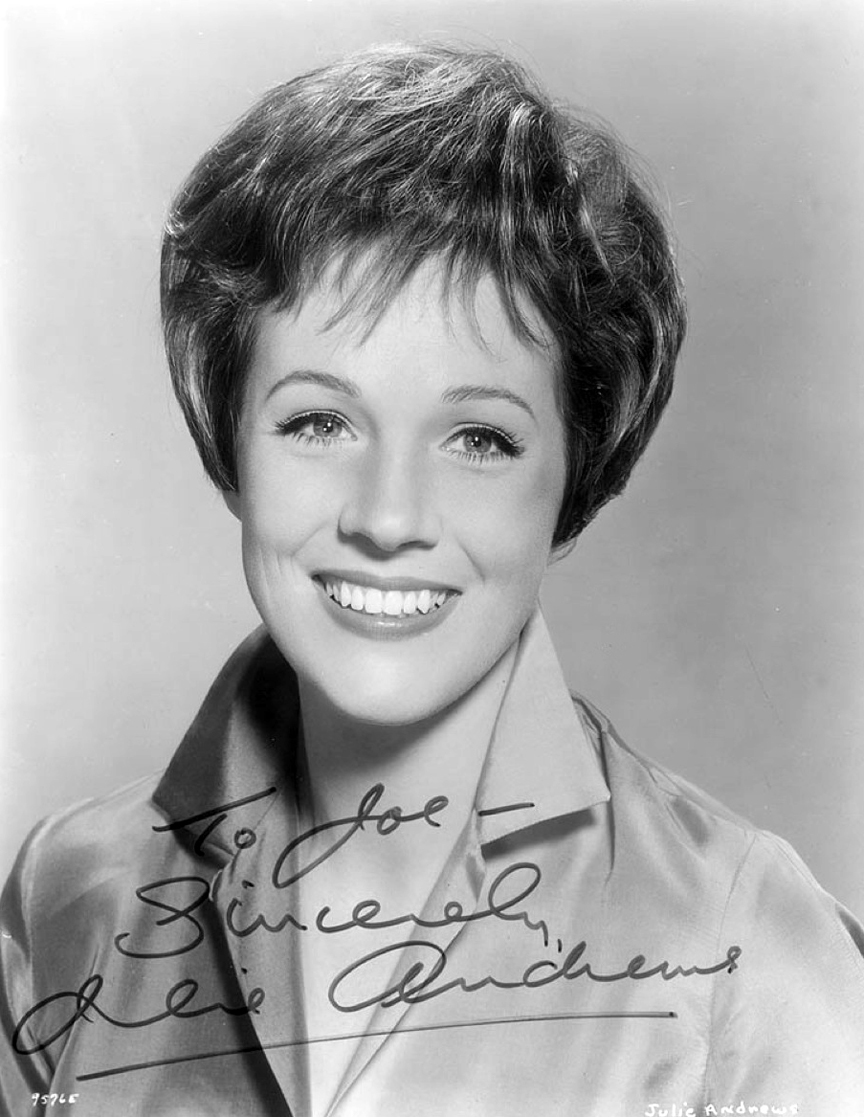
Julie Andrews în 1965

Numele ei la naștere este Julia Elizabeth Wells. Julie Andrews este cunoscută ca actriță, cântăreață și autoare. A devenit celebră după ce a jucat în piese de teatru pe Broadway, cum ar fi „My Fair Lady”, „Camelot”, și apoi în filme muzicale ca „Mary Poppins” (1964) și „Sunetul muzicii”(1965).
Primul său rol principal într-un film a fost cel al celebrei guvernante din filmul lui Walt Disney, „Mary Poppins”, din 1964, rol care i-a adus un premiu Oscar, singurul acordat până în acest moment unei actrițe în rol principal, într-un film realizat de Disney. Un an mai târziu, în 1965, Julie Andrews are un alt mare succes în fața publicului, dar și a criticilor de specialitate, cu rolul Mariei din "Sunetul Muzicii". Timbrul său vocal, eleganța și stilul actoricesc i-au un loc binemeritat în istoria cinematografiei mondiale.
Deși începând din 1997 nu a mai putut cânta, din cauza unei operații pe corzile vocale, Julie Andrews a reușit să depășească acest impas și să revină în industria filmului. Astfel, în 2001, ea a revenit pe ecrane în filmul „Princess Diaries” și continuarea lui, „Princess Diaries 2: logodnă regală” și apoi în filmul de animație „Shrek”. În 2005, Julie Andrews a debutat ca regizor al filmului „The Boyfriend”, o ecranizare a piesei de teatru omonime, în care debutase în 1954 pe Broadway.
În prezent, Julie Andrews scrie cărți pentru copii și este implicată în diferite acțiuni de caritate. În 2019 a fost sărbătorită la Festivalul de film de la Veneția, primind „Leul de Aur” pentru întreaga ei activitate.

## Filmografie selectivă
- 1968 Star (Star!), regia Robert Wise
- 1970 Darling Lili (Darling Lili), regia Blake Edwards
- 1965 Sunetul muzicii (The Sound of Music), regia Robert Wise
- 1964 Mary Poppins, regia Robert Stevenson
- 1974 Sămânța de tamarin,  regia Blake Edwards
- 1982 Victor Victoria, regia Blake Edwards
- 1983 Bărbatul care iubea femeile, regia Blake Edwards